# Інциденти у Діснейленді (Париж)
Інциденти у Діснейленді — кілька нещасних випадків, що трапились у Паризькому Діснейленді. 

## Діснейленд Парк

### Американські гірки «Big Thunder Mountain»
25 квітня 2011 року п’ять відвідувачів «Big Thunder Mountain Railroad» були поранені шматком декорації, яка впала на поїзд. Один із них, 38-річний чоловік, був тяжко поранений і доставлений до лікарні Парижа.

### Атракціон «Це маленький світ»
6 жовтня 2010 року 53-річний прибиральник опинився у пастці під човном на атракціоні «It's a Small World», коли випадково був включений атракціон під час прибирання. Чоловік був доставлений до лікарні, де незабаром помер.

## Парк кіностудії Волта Діснея

### Атракціон «Rock 'n' Roller Coaster»
26 червня 2007 року 14-річна дівчина знепритомніла на атракціоні «Rock 'n' Roller Coaster» (Walt Disney Studios Park). Хоча парамедики намагалися допомогти їй, вона померла до прибуття швидкої допомоги. Перевірка атракціону не виявила жодних технічних проблем.